# Saint-Jacques-des-Guérets
Saint-Jacques-des-Guérets är en kommun i departementet Loir-et-Cher i regionen Centre-Val de Loire i de centrala delarna av Frankrike. Kommunen ligger i kantonen Montoire-sur-le-Loir som tillhör arrondissementet Vendôme. År 2022 hade Saint-Jacques-des-Guérets 92 invånare.

## Befolkningsutveckling
Antalet invånare i kommunen Saint-Jacques-des-Guérets
| Referens: INSEE |